# Olivia Steele Falconer
Olivia Steele Falconer, född 15 juli 2000 i Vancouver, är en kanadensisk skådespelare.
Falconer har bland annat medverkat i TV-serien Chronicle Mysteries (2019-2022). Hon har även medverkat i filmerna You're Bacon Me Crazy från och Hearts in the Game från 2023.

## Filmografi (i urval)
- 2019–2022: Chronicle Mysteries
- 2020: You're Bacon Me Crazy
- 2023: Hearts in the Game